# جريدة رسمية

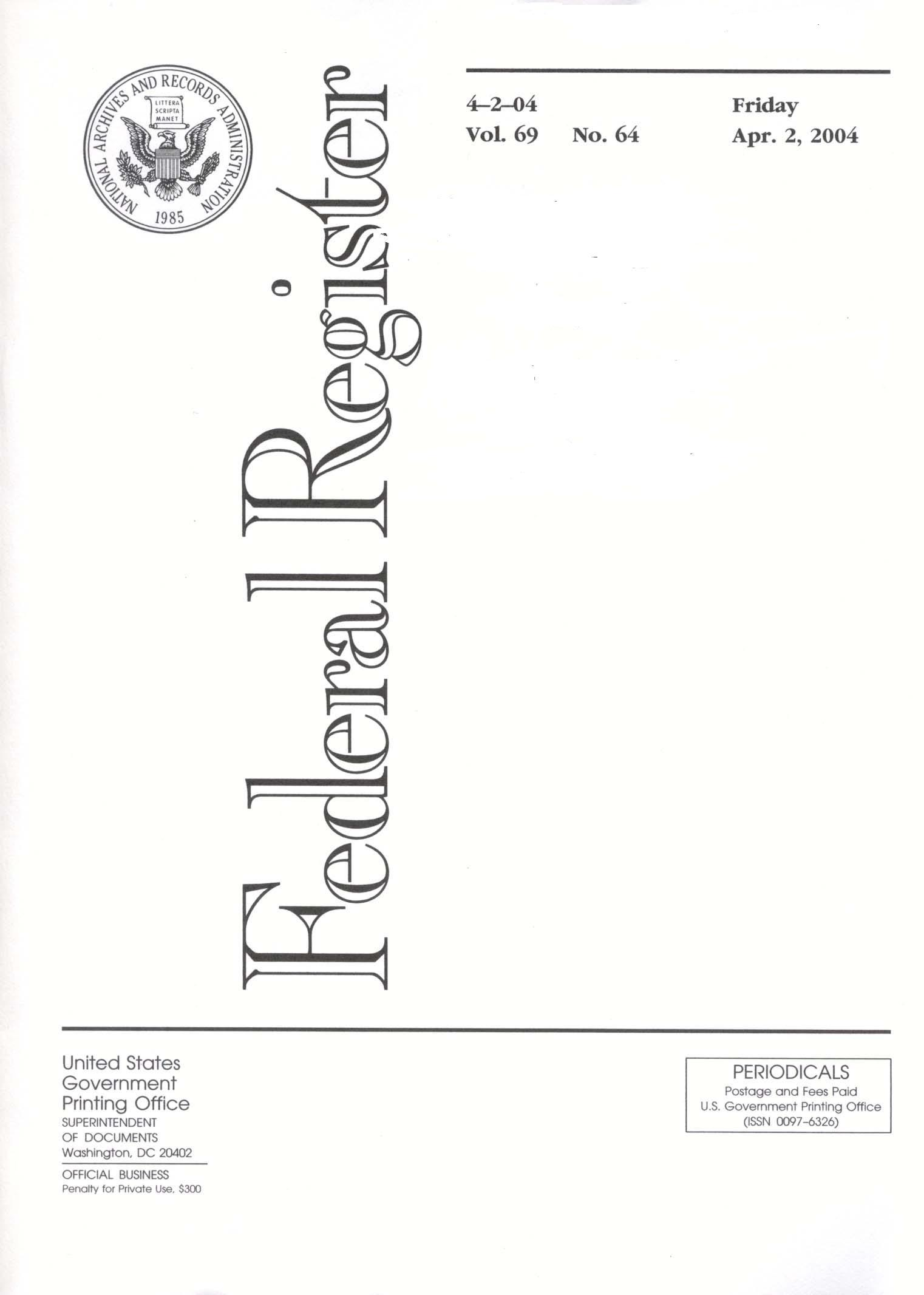

الجريدة الرسمية هي صحيفة تصدرها الحكومة تحوي القوانين والمراسيم والقرارات الحكومية الصادرة، كما تحوي الجريدة الرسمية على الأحكام القضائية والإعلانات الرسمية. ويعتبر القانون نافذا فور إعلانه وتعميمه في الجريدة.